# Talne
Talne (ukrajinsky Тальне, rusky Тальное – Talnoje) je město v Čerkaské oblasti na Ukrajině. Po administrativně-teritoriální reformě v červenci 2020 patří do Zvenyhorodského rajónu, do té doby bylo centrem Talenského rajónu. K roku 2019 v něm žilo přes třináct tisíc obyvatel.

## Poloha
Talne leží na řece Hirskyj Tikyč, pravé zdrojnici Tikyče v povodí Syňuchy. Od Čerkas, správního střediska oblasti, je vzdáleno přibližně 140 kilometrů jihozápadně.

## Dějiny
Městem je Talne od roku 1938. Za druhé světové války byla během okupace nacistickým Německem zničena zdejší židovská komunita, která tvořila zhruba polovinu obyvatelstva.

### Rodáci
- Michail Saulovič Elman (1891–1967), houslista